# Integridad del mensaje
Por integridad del mensaje en computación se entiende que cuando se envíe un mensaje de una persona a otra o bien de una máquina a otra, este mensaje no sea modificado, sin que el destinatario pueda comprobarlo. La modificación se refiere tanto a una modificación explícita por alguien como a una modificación debido a un error (por ejemplo de transmisión).
En otras palabras se puede mantener la "Integridad del Mensaje" evitando que este pueda ser modificado por un tercero.
Típicamente esto se puede lograr utilizando funciones de sentido único o también llamadas funciones Hash, a las cuales se les da como dato de entrada el mensaje y devuelve un código Hash que en teoría es único para el mensaje enviado, de modo que la persona que envía el mensaje lo hace con su código Hash respectivo, la persona que los recibe utiliza la misma función Hash para comparar el código así obtenido con el código que recibe.
Existen varias implementaciones de estas funciones Hash; las más utilizadas son SHA1 y MD5 por ser de ejecución rápida, pero tienen mayor posibilidad de colisiones entre códigos generados para distintos mensajes que otras funciones que usan más bits para crear el hash de los mensajes.
Los códigos Hash de un CD de 650 Mb puede reducirse a unos cuantos Kbytes.
En combinación con llaves asimétricas es posible mantener la "Integridad del mensaje" y determinar su proveniencia.
- Datos: Q11007184